# Dana Gillespie
Dana Gillespie, nata Richenda Antoinette de Winterstein Gillespie (Woking, 30 marzo 1949), è una cantante e attrice britannica.

## Biografia
Originaria del Surrey, ha iniziato la propria carriera musicale intorno alla metà degli anni '60. Ha collaborato con John Carter, Ken Lewis, David Bowie (in The Rise and Fall of Ziggy Stardust and the Spiders from Mars). Ha interpretato Maria Maddalena in Jesus Christ Superstar di Andrew Lloyd Webber e Tim Rice nel 1973. Nel corso della sua carriera ha pubblicato oltre 45 album che spaziano tra il teen pop, il folk e il blues rock. Al cinema la si ricorda in particolare ne Il lenzuolo viola (1980), La perdizione (1974) e Il cagnaccio dei Baskervilles (1978).
Nel 2024 ha partecipato al contest Una Voce per San Marino.

## Discografia parziale
- Foolish Seasons (Decca, 1967)
- Box of Surprises (Decca, 1969)

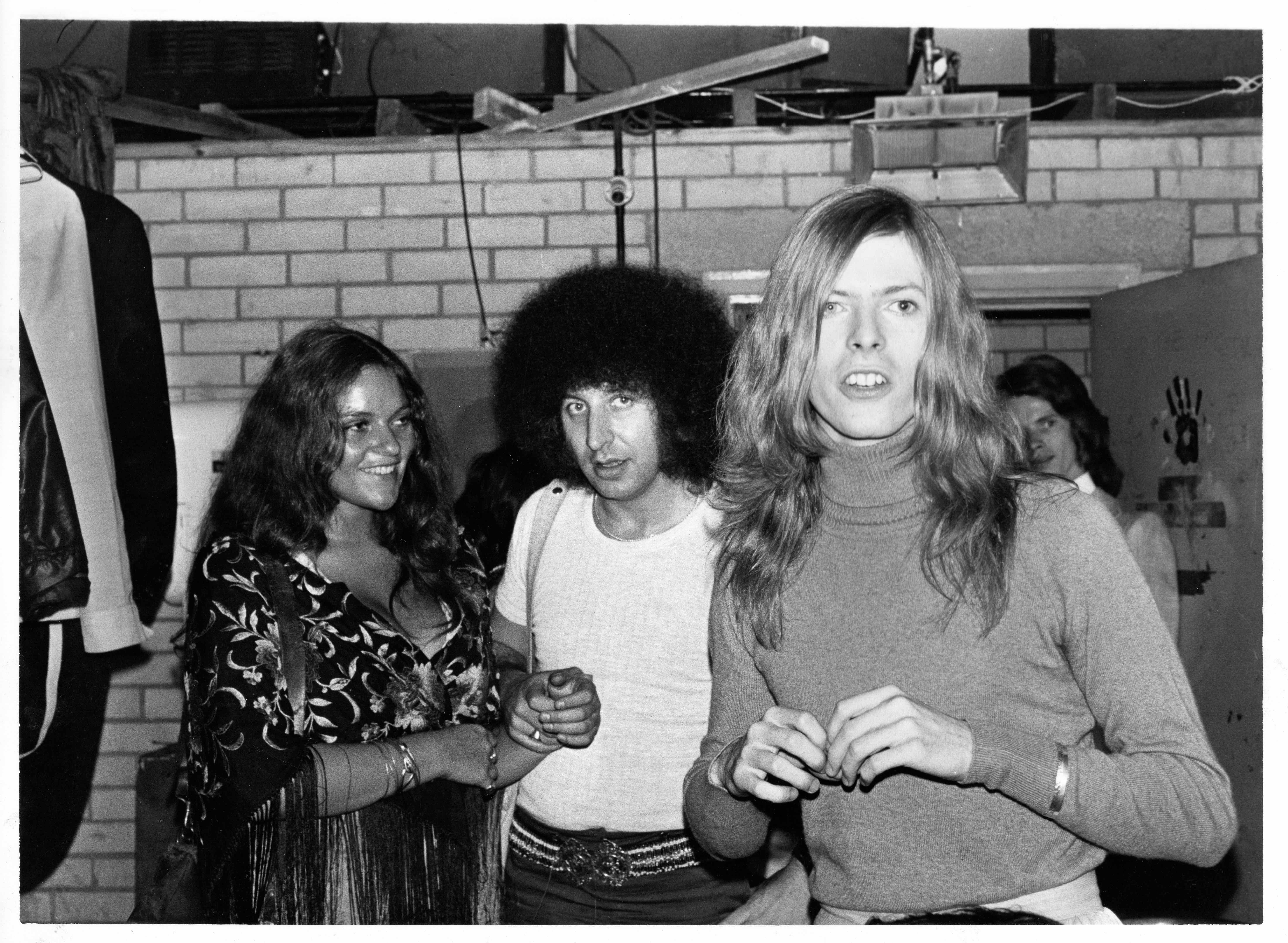
Dana Gillespie, Tony Defries e David Bowie, Andy Warhol's Pork alla Roundhouse di Camden Town a Londra 1971.

- Jesus Christ Superstar (Original London Cast Recording) (MCA, 1973)
- Weren't Born a Man (RCA, 1973)
- Ain't Gonna Play No Second Fiddle (RCA, 1974)
- Mojo Blues Band and the Rockin' Boogie Flu (Bellaphon, 1981)
- Blue Job (Ace, 1982)
- Solid Romance (Bellaphon, 1984)
- Below the Belt (Ace, 1984)
- It Belongs to Me (Bellaphon, 1985)
- I'm a Woman (The Blues Line) (Bellaphon, 1986)
- Move Your Body Close to Me (Bellaphon, 1986)
- Hot News (Gig, 1987)
- Sweet Meat (Blue Horizon, 1989)
- Amor (Gig, 1989)
- Blues It Up (Ace, 1990)
- Where Blue Begins (Ariola, 1991)
- Boogie Woogie Nights (con Joachim Palden) (Wolf, 1991)
- Big Boy (con Joachim Palden) (Wolf, 1992)
- Methods of Release (Bellaphon, 1993)
- Andy Warhol (Trident, 1994)
- Blue One (Wolf, 1994)
- Hot Stuff (Ace, 1995)
- Have I Got Blues For You (Wolf, 1996)
- Mustique Blues Festival
- Cherry Pie (con Big Jay McNeely) (Big Jay Records, 1997)
- One to One, Inner View, Dream On (sotto lo pseudonimo Third Man) (1998)
- Back to the Blues (Wolf, 1998)
- Experienced (Ace, 2000)
- Staying Power (Ace, 2003)
- Sing Out (con Shanthi Sisters) (2004)
- Sacred Space (2005)
- Live (con la London Blues Band) (Ace, 2007)
- Eternally Yours (2009)
- Mata Mata (2011)
- I Rest My Case
- Cats Meow (2014)[2]
- First Love (2024)

## Filmografia parziale
- Fumo di Londra, regia di Alberto Sordi (1966)
- La donna venuta dal passato (The Vengeance of She), regia di Cliff Owen (1968)
- La nebbia degli orrori (The Lost Continent), regia di Michael Carreras (1968)
- La perdizione (Mahler), regia di Ken Russell (1974)
- Gli uomini della terra dimenticata dal tempo (The People That Time Forgot), regia di Kevin Connor (1977)
- Il cagnaccio dei Baskervilles (The Hound of the Baskervilles), regia di Paul Morrissey (1978)
- Il lenzuolo viola (Bad Timing), regia di Nicolas Roeg (1980)
- Spalle nude (Strapless), regia di David Here (1989)
- Parker, regia di Jim Goddard (1991)